# Liane noire
Trichosandra borbonica
Espèce
La liane noire (Trichosandra borbonica) est une espèce de plantes à fleurs de la famille des Apocynacées. Elle est endémique de l'île de La Réunion, département d'outre-mer français dans le sud-ouest de l'océan Indien.